# 郑季明
郑季明（？—528年5月17日），荥阳郡开封县（今河南省开封市）人，北魏官员。

## 生平
郑季明以太学博士为起家官，正光年间官至谯郡太守，兼任涡阳戍主，当时屡次受到南梁将领的围攻，士兵和粮食不足，没有外部援兵，郑季明仅仅依靠一座城市坚持防守，最终得以保全。朝廷十分赞赏，封郑季明安德县开国伯，食邑七百户。郑季明屡次升任平东将军、光禄少卿。武泰年间，郑季明暗中与尔朱荣联系，谋划尊奉元子攸为皇帝。武泰元年（528年）三月，尔朱荣率兵向洛阳进发，灵太后命令郑季明与郑先护率领士兵守卫河桥，四月十一日（528年5月15日），尔朱荣经过河内，抵达高头驿。元子攸北渡黄河，前往尔朱荣军中，郑先护和郑季明听说元子攸已经登基为皇帝，就开门投降。建义元年四月庚子（528年5月17日），郑季明在河阴之变中被乱兵杀害，事情平息后朝廷追封南颍川郡开国公，食邑一千五百户，赠予骠骑大将军、尚书左仆射、司空公、定州刺史。

## 家庭

### 祖父
- 郑德玄，北魏荥阳郡太守、阳武靖侯

### 父亲
- 郑颖考，北魏荥阳郡太守、开封惠侯

### 兄弟姐妹
- 郑洪建，北魏太尉祭酒
- 郑祖育，北魏太尉祭酒
- 郑仲明，北魏荥阳郡太守、大都督、安平县开国侯
- 郑季亮，北魏司徒城局参军、员外常侍

### 子女
- 郑昌，东魏司徒城局参军、南颍川郡开国公，北齐接受禅让后，爵位依例降低